# Adijat Gbadamosi
Adijat Gbadamosi, née le 31 décembre 2001, est une boxeuse nigériane. Après avoir obtenu la médaille d'argent aux Jeux olympiques de la jeunesse de 2018, elle est la première boxeuse nigériane championne de l'Union africaine de boxe en 2023.

## Biographie

### Enfance, éducation et débuts
Adijat Gbadamosi naît le 31 décembre 2001 au Nigeria,. Elle représente le Nigeria, en tant que boxeuse amateur, aux Jeux olympiques de la jeunesse de 2018 organisés à Buenos Aires, en Argentine. Elle y remporte la médaille d'argent après avoir perdu le match pour la médaille d'or contre la boxeuse italienne Martina La Piana,,. 
La même année, elle remporte une médaille d'or aux Championnats d'Afrique de boxe des jeunes au Maroc. En 2019, elle gagne le prix du meilleur boxeur du jour lors de la 101e édition de la Spectacle de boxe mensuel du samedi (en anglais, Monthly Saturday Boxing Show) à Lagos. En 2022, elle devient boxeuse professionnelle au tournoi de boxe King of the Ring contre Taiye Kodjo. En 2023, elle remporte le titre féminin des poids super-coq contre Patience Mastara et devient la première boxeuse nigériane à remporter un titre de boxe au sein de l'Union africaine de boxe,,. 

## Palmarès
- 2023: Poids super-coq africains[9];
- 2018: Médaille d'argent aux Jeux olympiques de la jeunesse[4] et l'or de boxe des jeunes Africains[6].